# Unity Dow
Unity Dow (nascida Diswai; Mochudi, 23 de abril de 1959) é uma advogada botsuana, ativista de direitos humanos, política e escritora. Anteriormente, atuou como juíza no Tribunal Superior de Botsuana e como Ministra de Estado. Nascida no Protetorado da Bechuanalândia e filha de uma costureira e de um fazendeiro, Dow cresceu em uma aldeia rural. É formada em Direito em 1983 pela Universidade de Botsuana e Suazilândia após contar com apoio de um programa de auxílio britânico e ter completado dois anos de estudo na Universidade de Edimburgo, na Escócia, uma vez que Botsuana não tinha curso de Direito na época. Após sua formatura, Dow abriu o primeiro escritório de advocacia só para mulheres em Botsuana e, em 1997, tornou-se a primeira mulher a ser nomeada juíza da Suprema Corte do país.
Durante seu tempo como advogada, Dow esteve envolvida em três casos históricos em Botsuana. Em 1990, foi a proponente do caso jurídico histórico, Attorney General of Botswana v. Unity Dow, que acabou com a discriminação de gênero nas leis de nacionalidade do país, que anteriormente não permitiam que crianças obtivessem a nacionalidade de suas mães casadas. O caso chamou à atenção internacional e desencadeou uma onda de mudanças eliminando a disparidade de gênero nas leis de nacionalidade em toda a África. Em 2006, como juíza presidente no caso de Roy Sesana and Others v. the Government of Botswana, Dow decidiu atuar contra as ações do governo para proibir o grupo indígena Sãs de viver e caçar em suas terras ancestrais, forçando-os a se realocar para fora da Central Kalahari Game Reserve. Ela decidiu que o governo deveria restaurar os serviços básicos, permitindo que os Sãs retornassem à terra, obter licenças de caça, e pagar indenizações àqueles que foram realocados à força se optassem por não retornar. Em 2014, Dow atuou como consultora jurídica para LEGABIBO (Lésbicas, Gays e Bissexuais de Botsuana) em seu caso para registrar sua organização no Departamento de Registro Civil e Nacional e recebeu com sucesso uma decisão do governo para permitir que a organização fosse registrada.
Dow foi eleita pela primeira vez para a Assembleia Nacional em 2014, quando foi indicada pelo presidente Ian Khama como membro eleito especial do parlamento. Ela foi escolhida como Ministra Adjunta da Educação e, em 2015, tornou-se Ministra da Educação e Desenvolvimento de Habilidades. Posteriormente, atuou como Ministra da Educação Básica, da Infraestrutura e Desenvolvimento Habitacional e de Assuntos Internacionais e Cooperação, antes de se tornar backbencher em 2020. Além disso, atuou em várias comissões e comitês internacionais, avaliando a aplicação das leis que afetam os direitos humanos das pessoas no Quênia, Palestina, Ruanda e Serra Leoa. Em 2000, Dow atuou como escritora, publicando romances com foco em questões sociais e jurídicas, baseado nas estruturas de gênero e poder. As obras examinam práticas sociais e exploração por meio de abuso, violência e supressão dos direitos humanos. Posteriormente, recebeu críticas e homenagens positivas pela atuação em prol dos direitos humanos, incluindo a Ordem Nacional da Legião de Honra em 2010.

## Primeiros anos e educação
Unity Diswai nasceu em 23 de abril de 1959, em Mochudi, distrito de Kgatleng, Botsuana (antigo Protetorado de Bechuanaland). Seus pais, Phiri e Maefshane Diswai (também conhecidos como Moses e Ellen Diswai), eram descendentes do povo indígena Mosarwa e membros da tribo BaKgatla. Durante sua infância, residia numa aldeia rural onde não havia estradas pavimentadas, eletricidade ou água corrente. Na adolescência até aos vinte anos de idade, sequer tinha acesso à telefone, geladeira e televisão. Sua mãe era costureira, sabia ler e escrever em língua tsuana, mas não em língua inglesa. Seu pai, por sua vez, trabalhava numa pequena fazenda e se comunicava em inglês. Quando seu genitor estava na escola, ele ganhou uma bolsa de estudos para frequentar a Universidade de Fort Hare, mas a bolsa foi entregue a sua filha. A educação dos sete filhos era visto como prioridade pelos pais, e seis deles concluíram o ensino superior. Suas culturas ocidentais eram incomuns para a zona rural de Botsuana na época. Diswai completou o ensino primário e secundário em Mochudi. Após o colegial, ela estudou direito na Universidade de Botsuana e Suazilândia. Como não havia faculdade de Direito em Botsuana na época, ingressou na Universidade de Suazilândia com o apoio de um programa de auxílio britânico e completou dois anos de estudo na Universidade de Edimburgo, na Escócia, antes de obter seu bacharelado em Direito em 1983 pela Universidade de Botsuana e Suazilândia.

## Direito e ativismo

### Ascensão profissional (1983–1991)
Diswai tornou-se advogada em 1983 e começou a trabalhar no Gabinete de Procuradoria-Geral como procuradora criminal em Gaborone. Ela casou-se com Peter Nathan Dow, cidadão dos Estados Unidos, em 7 de março de 1984. O casal residiu junto com seus três filhos em Mochudi. Em 1986, Dow ingressou na iniciativa privada, sendo especializada em direito penal, abrindo o Dow Malakaila, sendo o primeiro escritório de advocacia feminino no país. Naquele ano, foi uma das fundadoras do primeiro grupo de mulheres em Botsuana Emang Basadi (Stand Up for Women). Em 1988, a nomenclatura da empresa foi alterada para Dow Lesetedi and Company. Além disso, cofundou a organização Women and Law in Southern Africa (WLSA) para defender os direitos das mulheres e crianças por meio de litígios. Entre 1988 a 1991, Dow realizou pesquisas para a WLSA, ajudando a concluir um estudo regional sobre os direitos humanos das mulheres em seis países vizinhos. Em 1990, ajudou a criar o Metlhaetsile Women's Information Center para promover a educação sobre os direitos das mulheres sob a lei.
Em 1990, Dow entrou com uma ação no Tribunal Superior de Botsuana para contestar a Lei de Nacionalidade de Botsuana. De acordo com a Lei da Cidadania de 1984, apenas filhos ilegítimos poderiam obter nacionalidade através de sua mãe. Como dois de seus três filhos com Peter nasceram após o casamento, eles não foram considerados naturais de Botsuana. Temendo o risco de que o prazo do registro de autorização para validar a residência de Peter expirasse em 1992, com a consequência de seu marido e filhos serem obrigados a se mudarem, Dow iniciou o processo Attorney General v Unity Dow, alegando que a Lei de Cidadania era discriminatória e violava o direito de impedir punições humilhantes e desumanas. O tribunal decidiu a favor de Dow, concordando que a lei afetava seu livre direito de decidir com quem se casar, além de forçá-la a separar de sua família caso o registro de autorização de residência de seu marido e filhos não fossem renovadas e era discriminatória.

### Destaque como ativista (1991–2009)
Dow havia tirado um ano sabático de seu escritório de advocacia em 1991 e cofundou a Escola Primária Baobob em Gaborone e o AIDS Action Trust. Em seguida, atuou como coordenadora da WLSA de 1992 a 1994, enquanto o processo de seu caso estava pendente. Durante o processo, Attorney General v Unity Dow, o Estado argumentou que a discriminação contra as mulheres era protegida pelas provisões constitucionais para preservar os costumes tradicionais de Botsuana, que era uma sociedade patrilinear. O procurador-geral também negou que Dow tivesse legitimidade, alegando que ela pessoalmente não havia sofrido nenhum dano real. O Tribunal de Recurso, conduzido pelo Juiz Presidente Austin Amissah, concluiu que a discriminação de gênero contrariava a Constituição e que a tradição consuetudinária não podia anular as disposições constitucionais para proteção igualitária perante a lei, ou as obrigações que a Botsuana tinha ao abrigo dos acordos internacionais aos quais foi um signatário. O tribunal considerou que ela só tinha que provar que havia a possibilidade dela ser prejudicada pela lei, não que tivesse sido, e a separação de sua família seria degradante e desumano. Em uma decisão por maioria de três a dois, o Tribunal de Apelação confirmou a decisão do Tribunal Superior com pequenas modificações, declarando que as Seções 4 e 5 da Lei de Cidadania eram inconstitucionais.
Como resultado da decisão histórica, em 1995, a Lei da Cidadania foi alterada para eliminar a desigualdade de gênero na aquisição da nacionalidade em Botsuana. A decisão tornou-se base para grupos de mulheres em toda a África pressionarem por mudanças nas leis de nacionalidade e eliminarem as discriminações de gênero, resultando em quase metade dos países africanos alterando suas leis de nacionalidade até 2010. De 1994 a 1998, Dow atuou como diretora do Metlhaetsile Women's Information Center e publicou The Citizenship Case em 1995, detalhando os procedimentos jurídicos de seu caso. Em 1996, atuou num caso envolvendo pensão alimentícia que resultou em uma emenda às leis de apoio e, em 1997, apresentou um exemplo sobre a síndrome da mulher espancada, considerando essas questões importantes para as mulheres. Naquele ano, Dow foi nomeada juíza da Suprema Corte de Botsuana e começou a atuar no tribunal em janeiro de 1998. Sua escolha marcou a primeira vez que uma mulher foi escolhida para atuar como juíza do Tribunal Superior.
Em 2004, Dow integrou como parte de uma missão das Organização das Nações Unidas (ONU) para revisar a aplicação doméstica em Serra Leoa dos direitos humanos internacionais das mulheres com a ganense Charlotte Abaka, ex-presidente do Comitê para a Eliminação da Discriminação contra as Mulheres; Feride Acar, presidente fundadora do programa de estudos de gênero e mulheres da Universidade Técnica do Oriente Médio, em Ancara, capital da Turquia;  Dorcas Coker-Appiah, advogada ganense e cofundadora do Centro de Documentação de Estudos de Gênero e Direitos Humanos em Acra; e a sul-africana Tiyanjana Maluwa, professora de direito da Universidade Estadual da Pensilvânia. Dow foi eleita comissária da Comissão Internacional de Juristas em 2004 e reeleita para o cargo em 2009. Em 2006, foi eleita para trabalhar no comitê executivo da Comissão Internacional de Juristas com seis comissários que retornaram e três novos membros, incluindo além dela, Vojin Dimitrijević da Sérvia e Raji Sourani da Palestina.
Dow foi presidente do júri junto com Maruping Dibotelo e Mphaphi Phumaphi, para o caso Roy Sesana and Others v. the Government of Botswana levado ao Supremo Tribunal em 2002 pelo povo indígena Sãs (às vezes referido como bosquímanos Calaári) sobre a remoção de suas terras ancestrais na Reserva de Caça do Kalahari Central. Sesana e Keiwa Setlhobogwa apresentaram o incidente em nome de 241 outros litigantes quando o Governo do Botsuana encerrou o abastecimento de água na reserva, recusou-se a fornecer serviços de saúde e transporte para crianças em idade escolar, interrompeu a distribuição de alimentos para órfãos e pobres e tentou a retirada forçada dos Sãs de seus assentamentos. A ocorrência foi alterada para incluir a recusa do Departamento de Vida Selvagem (Department of Wildlife) e Parques Nacionais (National Parks) ao permitir que eles entrassem na reserva sem permissão ou emitir licenças especiais para eles. Em audiência realizada em 2006, quatro anos depois, Dow concluiu que o término dos serviços e a realocação forçada dos Sãs representavam uma violação de seu direito constitucionalmente protegido à vida. Ela ordenou que os serviços fossem restaurados e que os danos fossem pagos àqueles que haviam sido realocados e não desejavam retornar. Sobre a questão das licenças especiais, todos os três juízes concordaram que elas foram retidas ilegalmente, pois embora o Departamento de Vida Selvagem não fosse obrigado a emitir licenças, eles tradicionalmente o faziam; retê-los e, ao mesmo tempo, interromper as rações afetou a capacidade do povo Sãs de se sustentar. Quanto às autorizações para entrar na reserva, Dow descobriu que elas dificultavam o povo Sãs a exercer seus direitos de livre circulação. O caso, de acordo com o professor de direito Clement Ng'ong'ola, foi a primeira decisão em Botsuana a reconhecer os direitos dos povos indígenas às suas terras ancestrais.
Em 2007, Dow atuou como membro de uma missão especial do Consórcio de Assistência Jurídica Internacional para avaliar o sistema judicial de Ruanda e avaliar como o país poderia emergir de seu passado de conflito e reabilitar seu sistema de justiça para garantir que os réus, nos casos de genocídio de 1994 em Ruanda, recebessem um julgamento justo. Um dos últimos casos em que ela presidiu dizia respeito a um aumento de impostos do governo sobre bebidas alcoólicas. Dow atrasou a implementação do aumento de 30% e o processo acabou sendo arquivado. Posteriormente, encerrou suas atividades do tribunal em abril de 2009 para dar aulas na Washington and Lee University School of Law em Lexington, na Virgínia; e na Universidade de Cincinnati, em Ohio, antes de trabalhar como professora visitante na Columbia Law School em Nova Iorque.

### Últimos anos (2010–presente)
Em fevereiro de 2010, Dow fundou o escritório de advocacia Dow & Associates e foi empossada pelo presidente queniano como uma das juízes do Tribunal Constitucional Independente Interino de Resolução de Disputas para ajudar a implementar a nova Constituição do Quênia. Em 2011, foi eleita presidente do Comitê Executivo do Comissário da Comissão Internacional de Juristas. Naquele ano, Dow começou a trabalhar com Ricki Kgositau e outro ativista transgênero em relação à incapacidade deles obterem carteiras de identidade com o gênero apropriado. Na época, em Botsuana, não havia proteção jurídica para pessoas transgêneras ajustarem suas definições de gênero em documentos oficiais. Quando os ativistas se dirigiram ao Cartório de Registro Civil e Nacional para alterarem seus documentos, foram orientados a obterem uma ordem judicial. Eles recrutaram Dow para ajudá-los, e ela, por sua vez, contatou o Centro de Litígios da África Austral para ajudar com assistência jurídica e apoio financeiro. Para assegurar que o mérito teria uma audiência justa, e extinguir a possibilidade de perda do caso, foi tomada a decisão de criar precedente para os direitos LGBT com menos risco de danos e atrasarem os casos de marcadores de gênero.
Para esse fim, Dow representou a organização de direitos humanos LEGABIBO (tradução livre abreviado do inglês: Lésbicas, Gays e Bissexuais de Botsuana) em seu caso para registrar sua organização no Departamento de Registro Civil e Nacional. O registro da organização foi negado tanto pelo diretor do departamento quanto por Edwin Batshu, o ministro do Trabalho e Assuntos Internos, alegando que as pessoas homossexuais eram ilegais no condado. Dow argumentou que a recusa em registrar a organização violava o direito de livre associação e informou que o caso não era sobre o direito relacionado a sexualidade humana, mas se os membros poderiam coletar e compartilhar suas informações coletivamente. Em 2014, o juiz Terrence Rannowane, do Supremo Tribunal, decidiu que a divergência no registro do grupo e impedir que eles se reunissem violava a Constituição – seções 3, 12 e 13 – que concedem o direito à liberdade de expressão, liberdade de associação e liberdade de reunião, respectivamente.

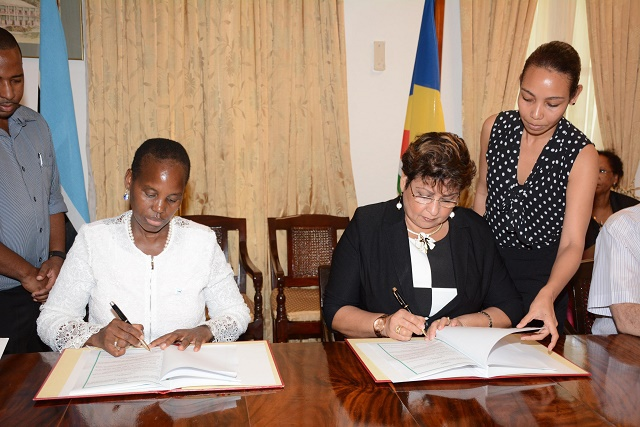
As Ministras Dow e Macsuzy Mondon (Seychelles) assinando um Memorando de Entendimento para um programa de intercâmbio de professores, 2015

Em 6 de julho de 2012, Dow foi nomeada pelo Conselho de Direitos Humanos das Nações Unidas como um dos três especialistas independentes para conduzir uma missão de investigação sobre como os assentamentos de Israel na Cisjordânia afetam os palestinos. Naquele ano, decidiu entrar na política e se filiou ao Partido Democrático de Botsuana. Ela concorreu nas eleições gerais de 2014 para o distrito de Mochudi West, mas perdeu sua candidatura a uma cadeira na Assembleia Nacional. Em 28 de outubro de 2014, Dow foi escolhida, junto com outros seis candidatos e pelo presidente Ian Khama de Botsuana, como membro eleito especial do parlamento. Ao lado de Kenneth Matambo, Kitso Mokaila e Eric Molale, ganhou a votação e foi nomeada Ministra Adjunta da Educação do Governo. Em fevereiro de 2015, foi nomeada Ministra da Educação e Desenvolvimento de Habilidades por Khama, sucedendo Mokgweetsi Masisi, vice-presidente em exercício de Botsuana. Durante seu tempo no Ministério, Dow criou um programa para treinar professores de Seicheles, em Botsuana, e enviar professores de Batsuana ao exterior para ajudar Seychelles com a falta de professores. Ela trabalhou nessa função até setembro de 2016, quando em uma mudança de gabinete, foi escolhida como Ministra da Educação Básica.
Depois que Khama deixou o cargo de presidente em março de 2018, Dow foi transferida pelo novo presidente Masisi da Educação para o cargo de Ministro de Infraestrutura e Desenvolvimento Habitacional. Em 20 de junho de 2018, em uma remodelação do gabinete, foi nomeada Ministra de Assuntos Internacionais e Cooperação, trocando seu assento em Infraestrutura e Habitação por Vincent Tina Seretse, que havia ocupado Assuntos Internacionais anteriormente. Masisi conquistou a presidência nas eleições gerais de 2019 e reconfirmou Dow como Ministra de Assuntos Internacionais e Cooperação do 12.º parlamento de Botsuana. Junto com suas filhas Cheshe e Natasha, Dow abriu a Dow Academy em Mochudi, distrito de Kgatleng, em janeiro de 2020. A escola particular oferece ensino primário e secundário. Em agosto de 2020, Dow renunciou do cargo e foi substituída por Lemogang Kwape em uma remodelação do gabinete. Dow disse sobre a mudança: "Como ministra, você fala predominantemente sobre seu portfólio. Mas o backbencher lhe dá a liberdade de interrogar uma ampla variedade de questões de interesse nacional. A única limitação é a posição do meu partido sobre um determinado assunto".

## Atuação como escritora
Em 2000, quando Dow começou a publicar livros do gênero ficção, poucos escritores de Batsuana haviam produzido obras que alcançassem um público fora de Botsuana. Uma das razões para isso foi a forte oposição da liderança Batsuana para que os britânicos fundissem seu território com o da África do Sul, o que levou a resistência defensiva ao pan-africanismo e também a falta de investimento na infraestrutura e no desenvolvimento acadêmico do país. Seus trabalhos de não ficção e ficção integram questões sociais e jurídicas e seu impacto nas estruturas de gênero e poder. Cada uma das publicações de Dow examina as práticas sociais que levam a um desequilíbrio nas relações de poder e estimulam a violência contra as mulheres, o abuso sexual infantil, a crise da AIDS e a desigualdade social. Seus personagens usam o bom senso para resistir a costumes irracionais, mas lembram o leitor da importância da cultura tradicional.
Em seu primeiro romance, Far and Beyon′ (2000), Dow concentrou na temática central da epidemia de AIDS e os efeitos da violência familiar, especificamente como as mulheres que vivem em uma sociedade patriarcal lidam com famílias sem presença paterna por causa da devastação que isso causou na zona rural Botsuana. Ela explora os limites das práticas culturais, costumes e instituições que se colocam às meninas e mulheres através do uso de estruturas orientadas pelo homem. Na história, Mara, uma mãe analfabeta com capacidade limitada para se sustentar, teve um marido e dois filhos mortos de AIDS, outro marido a abandonou e seu terceiro parceiro a abusou. Mara atribuiu a morte de seus filhos a um inimigo oculto e busca respostas de um adivinho. Embora sua filha, Mosadi (significado de mulher), conhecida como Mosa, e o filho remanescente, Stan, não acreditem que os rituais do adivinho irão explicar por que seus irmãos morreram, eles concordam com as cerimônias prescritas. Quando Mosa descobre que está grávida e foi abandonada pelo pai da criança, decide fazer um aborto secreto, em vez de sobrecarregar ainda mais a mãe. Em um esforço para curar sua família, Mosa avalia as práticas sociais que separam homens e mulheres e elevam os papéis sociais masculinos, ensinando as mulheres a ignorar suas transgressões. Permanecendo leal à sua família e cultura, ela aprende a rejeitar a aceitação de comportamentos repreensíveis em sua comunidade. Desta forma, Dow explora como a indulgência social e o silêncio sobre os erros na sociedade levam à confusão ideológica e à exploração dos impotentes por aqueles que são mais poderosos.

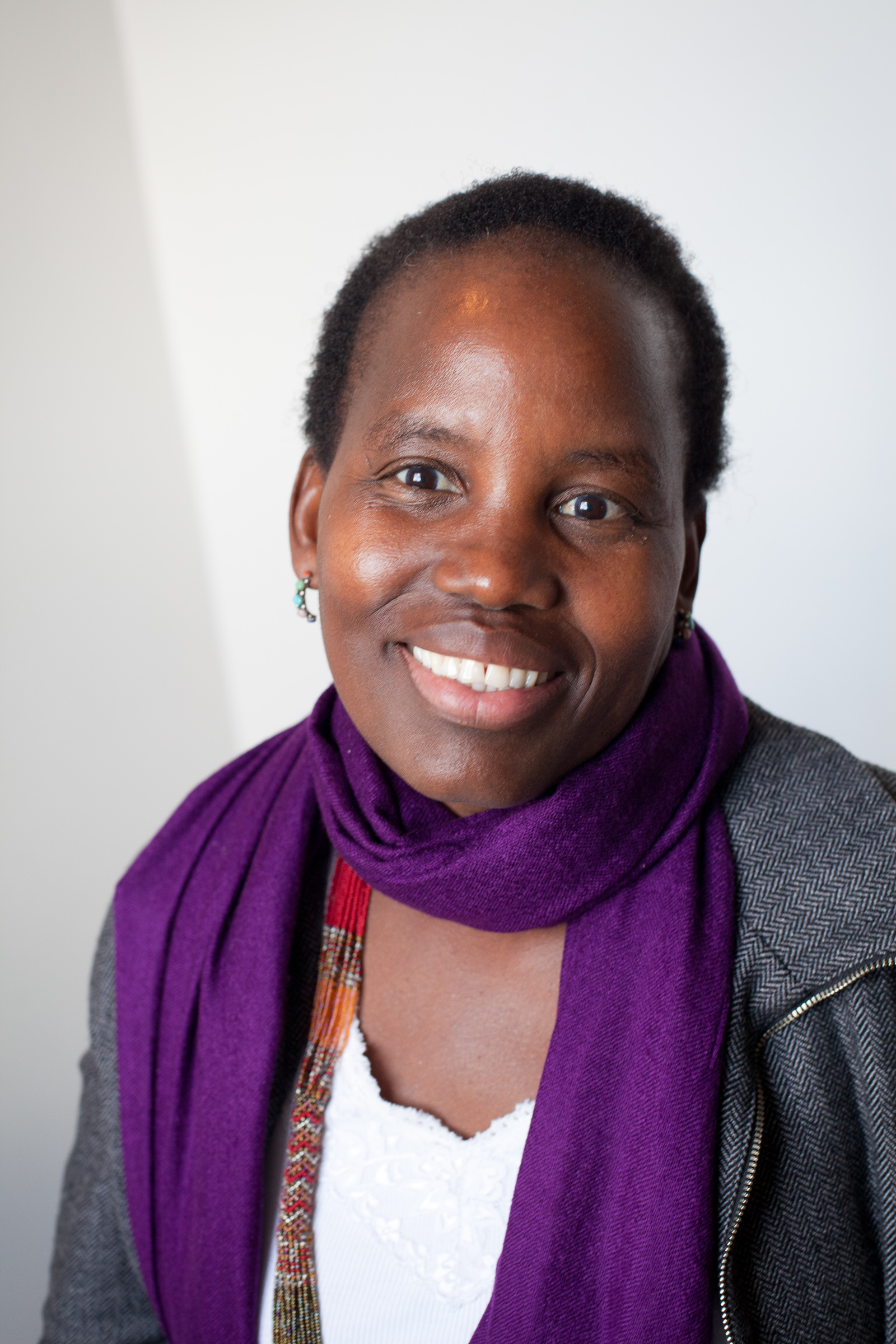
Unity Dow no PopTech 2011

Temas semelhantes foram levados ao segundo romance de Dow, The Screaming of the Innocent (2001), que também analisa o empoderamento feminino em um país com histórico de corrupção policial, assassinato ritual, sigilo institucional e silêncio social. Explorar a prática cultural de dipheko, assassinando alguém para colher seus órgãos por suas propriedades mágicas de sorte e prosperidade, Dow mostra como as pessoas ricas e poderosas atacam a população rural analfabeta e compram o silêncio das autoridades. No livro, uma garotinha é assassinada no arbusto perto de sua aldeia e as informações sobre o caso foram suprimidas pela polícia e homens de alto escalão em sua área. Seu desmembramento está escondido no romance como uma representação simbólica da falta de reconhecimento de tais práticas na sociedade em geral. A protagonista, Amantle Bokaa, que estava concluindo o programa de trabalho comunitário involuntário (conhecida em Botsuana como Tirelo Sechaba), descobriu pistas de um crime antigo – a existência de roupas ensanguentadas – no armário da clínica para a qual foi designada. As roupas pertenciam a uma vítima anterior, mas, quando apresentadas aos aldeões, despertaram a consciência de que o fato havia sido escondido deles. Bokaa foi escolhida para falar com a polícia em nome dos aldeões porque acreditavam que ela não seria tratada com o mesmo preconceito que as autoridades nutriam contra eles. Por ser mulher e criança, ela parecia ser uma pessoa sem poder, mas sua educação, que lhe ensinou habilidades para lidar com a oposição e questionar crenças, deu-lhe autonomia e confiança para desafiar o código de silêncio e as barreiras sociais que surgiam em seu caminho. O trabalho de Dow não apenas destaca as relações de poder, mas também os horrores do assassinato ritual e feminicídio. Ela deixa clara sua crença de que as mulheres serão os condutores de mudanças na política para acabar com tais práticas.
Far and Beyon' foi lançado em Botsuana e, posteriormente, na Austrália. The Screaming of the Innocent foi publicado na Austrália e republicado na África do Sul em 2003. Seu terceiro romance, Juggling Truths, estreou naquele ano na Austrália e lançado no ano seguinte na África do Sul. Dow novamente avaliou práticas culturais repreensíveis e normas sociais com estratégias para combatê-los. Embora ela tenha explorado anteriormente a sociedade africana e as questões causadas pela oposição da modernidade ocidental e do tradicionalismo local, a obra se concentra no ato de equilíbrio de chegar a um acordo com práticas saudáveis e prejudiciais dentro da cultura local. Usando o personagem de Monei, uma jovem que vive em uma aldeia rural, Dow examina as tradições orais e o uso do folclore e das lendas como um meio de instilar diretrizes morais e como controle social para as crianças. O livro questiona temática sobre as crenças de que matar um lagarto-monitor leva a tempestades torrenciais, fazer amizade com alguém com albinismo trará má sorte, ou beber urina de touro ajudará alguém a aprender a assobiar. Também inclui contos de um monstro masculino que engole crianças e um padre que ataca sexualmente meninas. Os pontos temáticos da história ligam Juggling Truths aos dois primeiros romances de Dow e sugerem que meninas e mulheres são capazes de desenvolver sua força por meio da educação e do pensamento independente. Dow aborda sua análise da complexidade social usando uma variedade de intervenções, reconhecendo que não há soluções simples. Juggling Truths foi indicado ao Prêmio Percy FitzPatrick na categoria de jovens adultos em 2006.
O livro de Dow de 2007, The Heavens May Fall, lida com identidades em transição da sociedade tradicional para um mundo globalizado moderno. Aos olhos de Dow, a sociedade está em constante mudança; como resultado, costumes, gênero, identidade, linguagem, construção social e instituições são fluidos. Um reflexo da própria vida de Dow, a história conta a transição de estradas não pavimentadas para encanamento interno e como a riqueza de diamantes forneceu acesso à educação, saúde e serviços públicos. O livro é dedicado a seus três filhos, reiterando como as percepções sobre eles se transformaram por serem africanos, mas também compartilham uma identidade mais complexa porque seu pai era cidadão norte-americano. No decorrer da história, eles seriam vistos pela sociedade como estrangeiros. A história fala de Naledi, nascida antes da modernização de Botsuana e ocorreu na época em que Dow trabalhou pela legislação de nacionalidade. Como advogada, Naledi representa mulheres e crianças vulneráveis que precisam de arbitragem ou assistência jurídica. Ela pega o caso de uma adolescente vítima de estupro e expõe a cumplicidade do sistema jurídico dominado por homens, que rejeitou o caso sem audiência. Embora o incidente não tenha sido resolvido, o acusado foi submetido a um exame de HIV porque sua vítima havia sido exposta a sexo desprotegido, o que ressalta as mudanças e a fluidez da sociedade. A masculinidade não deu ao acusado o privilégio ou o poder de evitar o teste em um país onde o sistema legal tem salvaguardas para incluir proteção para as mulheres, apesar do fato de que o sistema jurídico acabou falhando com Naledi.
Dow contribuiu para o livro Schicksal Afrika (Destino da África) compilado pelo ex-presidente alemão Horst Köhler em 2010, que reunia obras de autores conhecidos. Seu ensaio enfocou o colonialismo e a desconfiança que a África desenvolveu em relação à sua própria sabedoria. Naquele ano, também publicou Saturday Is for Funerals com Max Essex, um professor da Universidade Harvard e pesquisador da AIDS. O livro é escrito como uma conversa entre Dow e Essex. Ela começa cada capítulo, contando uma história real de uma pessoa afetada pelo HIV/AIDS, que é seguida pelo comentário de Essex sobre testes, medicamentos antirretrovirais e soluções para o status de Botsuana como o terceiro país com a maior taxa de HIV no mundo. Embora Helen Epstein, uma bióloga molecular e jornalista que escreve sobre HIV/AIDS, lamentasse que a maioria das soluções de Essex exigisse alta tecnologia, ela achou as histórias de Dow atraentes e mostrou a disposição da sociedade de Batsuana de enfrentar franca e compassivamente seu problema com o doença. Fetson Kalua, professor de Estudos Ingleses na Universidade da África do Sul, intitulou Dow como "a escritora de ficção mais influente em Botsuana atualmente".

## Prêmios e honrarias
Dow recebeu vários prêmios e honrarias, incluindo doutorados honorários em Direito do Kenyon College (Gambier, Ohio, 2001), do Saint Michael's College (Colchester, Vermont, 2007) e da Universidade de Edimburgo (Edimburgo, Escócia), 2009). Ela foi reconhecida por seu trabalho em prol dos direitos humanos com o William Brennan Human Rights Award (2003) da Universidade Rutgers em Novo Brunswick, Nova Jérsia; o Phyllis N. Stern Distinguished Lectureship Award (2008) do Conselho Internacional de Questões de Saúde da Mulher; e o Prêmio Mulheres Notáveis no Direito Internacional (2009) do Grupo de Interesse em Direito Internacional das Mulheres da Sociedade Americana de Direito Internacional. Também foi indicada para a exposição Women Inspiring Change da Harvard Law School (2014). Em 14 de julho de 2010, foi premiada com a Legião de Honra pela Embaixadora da França em Botsuana, Geneviève Iancu. Posteriormente, foi homenageada com o Global Achievement Award do Middle East Excellence Award Institute de Dubai por seu trabalho em iniciativas de paz e desenvolvimento humano em 11 de novembro de 2012.

## Obras publicadas

### Artigos acadêmicos
- Dow, Unity; Mogwe, Alice (1992). The Convention on the Rights of the Child and the Legal Status of Children in Botswana: A Consultancy Report for UNICEF, Botswana (em inglês). Gaborone, Botswana: Women and Law in Southern Africa. OCLC 474483768
- Dow, Unity; Kidd, Puseletso (1994). Women, Marriage, and Inheritance (em inglês). Gaborone, Botswana: Women and Law in Southern Africa Trust. ISBN 978-99912-0-153-5
- Dow, Unity (1995). The Citizenship Case: The Attorney General of the Republic of Botswana vs Unity Dow (em inglês). Gaborone, Botswana: Lentswe La Lesedi. OCLC 718046544
- Dow, Unity (1999). «Domestic Application of Regional and International Treaties in Africa, with Specific Reference to Women's Rights». In:  Ankumah; Kwakwa. The Legal Profession and the Protection of Human Rights in Africa (em inglês). Maastricht, The Netherlands: Africa Legal Aid. pp. 69–78. ISBN 90-76441-01-4. OCLC 772508198
- Dow, Unity (2000). «National Implementation of International Law: The Dow Case». In:  Tokman; United Nations Division for the Advancement of Women. Bringing International Human Rights Law Home: Judicial Colloquium on the Domestic Application of the Convention on the Elimination of All Forms of Discrimination against Women and the Convention on the Rights of the Child (em inglês). New York: United Nations. pp. 112–116. ISBN 92-1-130204-8. OCLC 717000925
- Dow, Unity (2010). «Kapitel V – Werte und Traditionen: Diamanten bedeuten Liebe. Kühe etwa nicht? [Chapter V – Diamonds Mean Love. Aren't They Cows?]». In:  Köhler. Schicksal Afrika: Denkanstöße und Erfahrungsberichte (em alemão) Originalausgabe ed. Reinbek bei Hamburg: Rowohlt Verlag. pp. 263–267. ISBN 978-3-499-62644-9
- Dow, J. U. (2001). How the global informs the local: The Botswana citizenship case. Health Care for Women International (em inglês), 22 (4), 319-331. https://doi.org/10.1080/07399330120965

### Livros
- Dow, Unity (2000). Far and Beyon' (em inglês). Melbourne, Australia: Spinifex Press. OCLC 8106613885
- Dow, Unity (2002). The Screaming of the Innocent (em inglês). Melbourne, Australia: Spinifex Press. OCLC 8106611734
- Dow, Unity (2003). Juggling Truths (em inglês). Melbourne, Australia: Spinifex Press. OCLC 8106610182
- Dow, Unity (2007). The Heavens May Fall (em inglês). Melbourne, Australia: Spinifex Press. ISBN 978-1-876756-48-2
- Dow, Unity; Stielau, Jo (2009). I Know You Still Love Me: Stories about Living with HIV and AIDS (em inglês). Cape Town, South Africa: Maskew Miller Longman. ISBN 978-0-636-09432-1
- Dow, Unity; Essex, Myron (2010). Saturday Is for Funerals (em inglês). Cambridge, Massachusetts: Harvard University Press. ISBN 978-0-674-05077-8